# Programa de Constelaciones de Pequeños Satélites
El Programa de Constelaciones de Pequeños Satélites es un programa espacial del Instituto Nacional de Técnica Aeroespacial (INTA) de España que tiene como objetivo crear constelaciones de satélites que estarán formadas por nanosatélites que utilizan el estándar cubesat de hasta 3kg de masa (3U) volando en formación.
El director de este programa es Santiago Rodríguez Bustabad y es gestionado por el Departamento de Programas Espaciales del INTA.

## Objetivos
Este programa tiene 5 objetivos:
- Desarrollo de la tecnología de control de vuelo en formación (FFC) utilizando resistencia aerodinámica (Differential Lift and Drag).

- Desarrollo de la tecnología de control de actitud capaz de cubrir los requisitos de apuntamiento para observación y de orientación para control orbital (FFC).

- Desarrollo de un sistema de comunicaciones entre satélites que permita el control global de cada clúster de una constelación.

- Diseño de una carga útil fraccionada para observación de la Tierra y estudio de Calidad de Aguas Continentales a partir de una cámara hiper-espectral en miniatura.

- Diseño de un Centro de Misión específico para el control y operación de una constelación de nanosatélites.

## Misiones
Dado que la resistencia aerodinámica limita la vida máxima de este tipos de constelaciones a un máximo de cuatro años la constelación deberá ser renovada periódicamente posibilitando actualizaciones hardware que permitan añadir nuevas mejoras y buscar nuevos objetivos. El programa está formado por 3 misiones:
- ANSER: misión de monitorización de embalses formada originalmente por cuatro nanosatélites.[4] Su lanzamiento estaba previsto para 2021[3] pero se retrasó a 2022.[5] Posteriormente se anunció otro retraso a marzo de 2023.[6] Finalmente se lanzaron 3 nanosatélites a bordo del cohete Vega en su vuelo VV23 el 8 de octubre de 2023.[7]Lamentablemente uno de los tres satélites se perdió al no desplegarse correctamente del lanzador, aunque la misión pudo seguir adelante al reconfigurarse los otros dos satélites.[8]

- ANSAT: misión que desde 2023[3] operará otra constelación con el fin de realizar mediciones de gases atmosféricos asociados al estudio de calidad del aire, cambio climático y ozono polar.

- ANSAR: misión consistente en la implementación de un sistema de observación SAR en una plataforma distribuida.

## Misión ANSER
Acrónimo de Advanced Nanosatellites Systems for Earth Observation Research, la misión ANSER consiste en el desarrollo de una constelación de cuatro pequeños satélites de observación de la Tierra que volarán en formación a una distancia máxima entre ellos de unos 10 kilómetros. Dentro del clúster un satélite será el líder y el encargado de mantener el contacto con el centro de control en tierra, mientras que los otros dos serán sus seguidores. Esta misión cuenta con la participación de la Universidad Politécnica de Madrid que ha desarrollado un entorno completo de simulación de la actitud orbital y cada uno de los componentes principales del subsistema ADCS (Attitude Determination and Control Subsystem, en español Subsistema de Determinación y Control de Actitud): ruedas de reacción, magnetómetros, magnetopares, etc. Entre los objetivos tecnológicos de esta misión está demostrar que es posible fraccionar las cargas útiles y el sistema de control de vuelo.

### Instrumentos
- El instrumento Cinclus forma parte de esta misión[12] y permite la teledetección de aguas continentales. Cinclus es un fotómetro CDD, constando de 5 bandas espectrales estrechas, ubicadas en la región del rojo e infrarrojo cercano, con alta sensibilidad y resolución radiométrica. Instalado en un satélite de órbita polar heliosíncrona, generará imágenes de al menos 50 km de swath y una resolución espacial en torno a 50 m, con coberturas inferiores a 30 días en la península ibérica.[13][14]
- Telescopio de Cassegrain con dos espejos con oscuración central en el primario. Hace uso de ópticas freeform para reducir su tamaño y reducir oscuración central.[15]

## Lanzamientos
| Fecha de lanzamiento | Vehículo lanzador                | Lugar de lanzamiento                                  | Satélites                                        | Observaciones |
| -------------------- | -------------------------------- | ----------------------------------------------------- | ------------------------------------------------ | --- |
| 9 de octubre de 2023 | Vega (vuelo VV23)                | Centro Espacial de Guayana, Kourou (Guayana Francesa) | ANSER-Follower-1, ANSER-Follower-2, ANSER-Leader | Primer lanzamiento del programa. Los dos Follower se desplegaron y están operativos. El satélite ANSER-Leader no alcanzó órbita por fallo en el despliegue. |
| 14 de enero de 2025  | Falcon 9 (misión Transporter-12) | Base de Vandenberg, California (EE. UU.)              | ANSER-Leader-S                                   | Sustituto del satélite líder original. Lanzamiento y puesta en órbita exitosos. Completa la constelación de tres satélites en formación.                    |